# Chiara Gensini
Chiara Gensini (Roma, 2 maggio 1982) è un'attrice italiana.

## Biografia
Nata a Roma da padre italiano e da madre greca, si è diplomata alla London Drama School di Londra e inoltre ha conseguito il diploma di V e VI anno alla Guildhall di Londra.
A Roma ha frequentato il corso di acting di Jenny Tamburi e quello di Bernard Hiller nel 2006. 
Lavora in teatro, cinema e televisione. Tra i suoi lavori, ricordiamo i film Tickets (2005), regia di Ken Loach, e Decameron Pie (2007), regia di David Leland, e le fiction televisive Nati ieri (2006), L'uomo della carità - Don Luigi Di Liegro (2007), Capri 2 (2008), I Cesaroni 3 (2009), L'Ispettore Coliandro (2009) ed Un medico in famiglia 8 (2013).
Nel 2009 partecipa all'episodio Fanciulle in fiore del film I mostri oggi, regia di Enrico Oldoini.
Tra il 2011 e il 2012 la si vede sia ne I liceali 3, sia in R.I.S. Roma 2 e 3.
Nel 2012 appare anche nella serie televisiva Rex.
Nel 2014 veste i panni della protagonista Desdemona Metus nel trailer de L'Insonne, progetto cinematografico basato sull'omonimo fumetto.
Nel 2018 partecipa come attrice protagonista nel film The Waiter di Steve Krikris, recitando le sue battute in greco.

## Filmografia

### Cinema
- Tickets, regia di Ken Loach (2005)
- Decameron Pie, regia di David Leland (2007)
- I mostri oggi, regia di Enrico Oldoini - Episodio: Fanciulle in fiore (2009)
- Oggetti smarriti, regia di Giorgio Molteni (2010)
- Almeno tu nell'universo, regia di Andrea Biglione (2011)
- Tutto molto bello, regia di Paolo Ruffini (2014)
- The Waiter, regia di Steve Krikris (2018)

### Televisione
- Distretto di Polizia 5, regia Lucio Gaudino – serie TV, episodio 5x12 (2005)
- Buttafuori, regia di Giacomo Ciarrapico (2006)
- L'uomo della carità - Don Luigi Di Liegro, regia di Alessandro Di Robilant (2007)
- Nati ieri, regia di  Carmine Elia, Luca Genovese e Paolo Miniero (2007)
- Capri 2, regia di Andrea Barzini e Giorgio Molteni (2008)
- R.I.S. 4 - Delitti imperfetti, regia di Pier Belloni - serie TV, episodio 4x01 (2008)
- I Cesaroni 3, regia di Stefano Vicario e Francesco Pavolini - serie TV, 21 episodi (2009)
- R.I.S. Roma 2 - Delitti imperfetti, regia di Francesco Micciché - serie TV, 7 episodi (2011)
- R.I.S. Roma 3 - Delitti imperfetti, regia di Francesco Micciché – serie TV, 11 episodi (2012)
- L'ispettore Coliandro, episodio 3x01, regia dei Manetti Bros. - serie TV - Rai Due (2009)
- All Stars, regia di Massimo Martelli - Sit-com - Italia 1 (2010)
- I liceali 3, regia di Francesco Miccichè e Massimiliano Papi - Miniserie (2011)
- Rex 5, regia di Andrea Costantini - Serie TV - Rai Uno (2012)
- Un medico in famiglia 8 - serie TV - Rai Uno (2013)

## Teatro
- Lisistrata, regia di F. Tarsi (2006)